# Erick Deshors
Erick Deshors est un acteur français.

## Filmographie partielle

### Cinéma
- 2021 : La Troisième Guerre de Giovanni Aloi - Christian
- 2018 : Un beau voyou de Lucas Bernard - Bertaud
- 2014 : Young Couples de Marc Didomenico - Un vigile du Pop Club
- 2012 : C'est le printemps de Marc Didomenico
- 2011 : Celles qui aimaient Richard Wagner de Jean-Louis Guillermou - Pfistermeister
- 2010 : Coursier de Hervé Renoh - Le diplomate
- 2009 : Diamant 13 de Gilles Béhat - Spoke
- 2008 : Skate or Die de Miguel Courtois - Inspecteur Dramé
- 2006 : Exes de Martin Cognito - Le barman
- 2004 : Automne de Ra'up McGee - Un vagabond
- 2003 : Quand je vois le soleil de Jacques Cortal
- 2000 : Du poil sous les roses de Jean-Julien Chervier et Agnès Obadia - Le footballeur gay
- 2000 : Merci pour le geste de Claude Faraldo - Jean-René
- 1997 : Oranges amères de Michel Such - Bastos (comme Eric Deshors)
- 1996 : Le Roi des Aulnes de Volker Schlöndorff - Hervé
- 1993 : Profil bas de Claude Zidi - Frédéric
- 1988 : Sweet Lies de Nathalie Delon - Invité d'hôtel
- 1988 : La Petite Voleuse de Claude Miller - Raymond
- 1984 : Le Sang des autres de Claude Chabrol - Un soldat

### Télévision

#### Téléfilms
- 2023 : Meurtres à Montauban de Muriel Aubin - Robert Belleville
- 2016 : Monsieur Paul de Olivier Schatzky - André Perron
- 2013 : Dassault, l'homme au pardessus de Olivier Guignard - Pierre de Bénouville
- 2011 : L'amour en jeu de Jean-Marc Seban - Un journaliste
- 2011 : À la recherche du temps perdu de Nina Companeez -
- 2008 : César Lévy de Alain Schwartzstein - Wotan
- 2006 : La Blonde au bois dormant de Sébastien Grall - Olivier Vautremont
- 2002 : Accords et à cris de Benoît d'Aubert - Victor Marchi
- 2002 : La source des Sarrazins de Denis Malleval - Paul / Patrick
- 2001 : Le violon brisé de Alain Schwartzstein - Gilles
- 2000 : Le plafond de verre de Denis Malleval - Andréas
- 1998 : Un cadeau, la vie! de Jacob Berger - Un journaliste
- 1997 : La colère d'une mère de Jacques Malaterre - Jacques Lefèvre
- 1996 : Flics de choc : Une femme traquée de Michaëla Watteaux - Antony
- 1994 : Deux Fois vingt ans de Livia Giampalmo - Grégoire
- 1993 : Le Siècle des Lumières de Humberto Solás
- 1987 : La maison piège de Michel Favart - Louis

#### Séries télévisées
- 2021 : I3P de Jérémy Minui - Philippe Ganz (épisodes 1 et 2)
- 2020 : Candice Renoir - Sa 8 Ep 9/10 – Qui sème l'injustice moissonne le malheur - Eric Breton
- 2020 : Das Boot - Francois Bizhet
- 2016 : L'accident de Edwin Baily - Virgil
- 2015 : Mes amis, mes amours, mes emmerdes... - Eric Duval
  - Sa4/Ep7 "Plus dure sera la chute" de Nicolas Herdt
  - Sa4/Ep5 "Un voyage sous tension" de Nicolas Herdt
  - Sa4/Ep4 "Lien de sang" de Christophe Douchand
  - Sa4/Ep3 "Un seul être vous manque" de Christophe Douchand
- 2014 : Ceux de 14 - Sa1/Ep2 "Nous n'en reviendrons pas" de Olivier Schatzky - Maignan
- 2014 : Crossing Lines - Sa2/Ep9 "Toute la vérité, rien que la vérité" de Stephen Woolfenden - Élu
- 2014 : Mongeville - Sa1/Ep3 "Le dossier Phébus" de Jacques Santamaria - Arnaud Huchet
- 2014 : Section de recherches - Sa8/Ep10 "Balle à blanc" de Gérard Max - Didier Jacquin
- 2014 : Le sang de la vigne - Sa3/Ep3 "Vengeances tardives en Alsace" de Marc Rivière - Thomas Barrateau
- 2013 : Tango - Sa1/Ep3 "La vengeance du corbeau" de Nicolas Herdt - Stéphane de Mareuil
- 2012 : Engrenages - Sa4/Ep9 de Virginie Sauveur - Capitaine Merlot
- 2012 : Joséphine, ange gardien - Sa16/Ep1 "Le cirque Borelli" de Jean-Marc Seban - Charlie
- 2012 : Commissaire Magellan - Sa1/Ep7 "La miss aux deux visages" de Étienne Dhaene - Vannier
- 2012 : Trafics - Sa1/Ep1 "L'affaire Chang" de Olivier Barma - Le procureur
- 2012 : Le jour où tout a basculé - Sa2/Ep111 "Mon père est prêt à tout pour ma victoire " de Sylvain Ginioux - Jean-François
- 2011 : Le jour où tout a basculé - Sa1/Ep73 "Amour et préjugés" de Félicie Derville - Roger
- 2011 : L'Epervier - Sa1/Ep1.2.3.4.5.6 de Stéphane Clavier -
- 2010 : Joséphine, ange gardien - Sa12/Ep54 "Chasse aux fantômes" de Jean-Marc Seban - Le patron du cabaret
- 2010 : Nicolas Le Floch - Sa3/Ep6 "Le Grand Veneur" de Nicolas Picard-Dreyfuss - Le Balafre
- 2010 : Contes et nouvelles du XIXe siècle - Sa2/Ep7 "Aimé de son concierge" de Olivier Schatzky - Lieutenant Beloeil
- 2009 : Joséphine, ange gardien - Sa12/Ep49 "Joséphine fait de la résistance" de Jean-Marc Seban - Agent 1
- 2009 : Ce jour-là, tout a changé - Sa1/Ep2 "L'évasion de Louis XVI" de Arnaud Sélignac - Duc d'Orléans
- 2009 : Plus belle la vie - Sa5/11 Ep - René Sospel
- 2008 : Duval et Moretti - Sa1/Ep20 "Frères d'âme" de Dominique Guillo - Marducci
- 2008 : Sauveur Giordano - Ep16 "Le petit témoin" de Pierre Joassin - Le tueur
- 2007 : Femmes de loi - Sa7/Ep2 "Fragile liberté" de Hervé Renoh - Pierre Aubère
- 2007 : Commissaire Cordier - Sa3/Ep2 "Scoop mortel" de Olivier Langlois -
- 2007 : Fabien Cosma - Sa6/Ep3 "La fissure" de Jean-Claude Sussfeld - Benoît Barnoux
- 2007 : Avocats et Associés - Sa10/Ep1 "Un crime presque parfait" de Alexandre Pidoux - Alexandre Delamotte
- 2007 : Ondes de choc - Vilmer
  - Sa1/Ep1 "Inès Garcia" de Laurent Carcélès
  - Sa1/Ep2 "Marion Lecoq" de Laurent Carcélès
  - Sa1/Ep3 "François Pernelle" de Laurent Carcélès
  - Sa1/Ep6 "Colonel Rossi" de Laurent Carcélès
- 2005 : Léa Parker - Sa2/Ep8 "Contrefaçon" de Paolo Barzman - Richard Mantero
- 2005 : Elizabeth I - Sa1/Ep1&2 de Tom Hooper - Jean de Simier
- 2005 : Commissaire Moulin - Sa8/Ep1 "Le pire des cauchemars" de Hervé Renoh - Paul Flach
- 2004 : La Crim' - Sa6/Ep9 "Skin" de Vincent Monnet - Paul Saubert
- 2003 : Sauveur Giordano - Ep6 "Disparitions" de Gilles Béhat - Lopez
- 2003 : Franck Keller - Sa1/Ep1 "Une garde à vue" de Claude-Michel Rome - Wirtz
- 2003 : Boulevard du Palais - Sa5/Ep1 "Le revers de médaille" de Benoît d'Aubert - Baupin
- 2003 : Lola, qui es-tu Lola ? de Michel Hassan et Hervé Renoh - Rodolphe Steiner
- 2002 : Commissariat Bastille - Sa1/Ep7 "Le plus bel âge" de Jean-Marc Seban - Sylvain Mignard
- 2000 : Les Cordier, juge et flic - Sa7/Ep4 "Lames de fond" de Henri Helman - Alain Marsall
- 1999 : L'avocate - Ep8 "Le témoin" de Jean-Claude Sussfeld - Vincent
- 1999 : Docteur Sylvestre - Sa4/Ep2 "Lycée en crise" de David Delrieux - Patrick Germain
- 1998 : Au cœur de la loi - Sa1/Ep1 "Fin de peine" de Denis Malleval - Bartoli
- 1998 : Le sélec - Sa1/Ep1 "Le clandestin" de Jean-Claude Sussfeld - Le plongeur
- 1998 : Commandant Nerval - Ep3 "Une femme dangereuse" de Arnaud Sélignac - Loïc
- 1998 : L'instit - Sa4/Ep20 "Le chemin des étoiles" de Claudio Tonetti - Damien
- 1997 : Nestor Burma - Sa5/Ep2 "Burma se brûle les ailes" de Marcel Zemour - IGS1
- 1996 : Le refuge - Sa1/Ep3 "La danse du cobra" de Alain Schwartzstein - Marc Monestier
- 1995 : Navarro - Sa7/Ep1 "Fort Navarro" de Nicolas Ribowski - Pierre Sarkis
- 1994 : Police Secrets - Ep9 "La bavure" de Alain Tasma - Bricourt
- 1993 : Maigret - Sa1/Ep11 "La patience de Maigret" de Andrzej Kostenko - Maurice Barillard
- 1993 : Julie Lescaut - Sa2/Ep2 "Harcèlements" de Caroline Huppert - Didier
- 1991 : Cas de divorce - Sa1/Ep2 "Kerr contre Kerr" de Gérard Espinasse - Daniel Kerr
- 1990 : Le Lyonnais - Sa1/Ep1 "Vidéo-meurtres" de Michel Favart - René Vanasic
- 1989 : Le voyageur (The Hitchhiker) - Sa5/Ep1 "Le martyr" de Phillip Noyce - Jacques
- 1988 : Le clan - Sa1/Ep1.2.3.4 de Claude Barma - Charles Manotte
- 1986 : Le rire de Cain de Marcel Moussy - Teddy

#### Documentaires
- 2011 : Dans les pas de Marie Curie de Krzysztof Rogulski - Pierre Curie

## Théâtre
- 2015 : Jouer juste - MES de Fabrice Michel (Théâtre Aktéon) - L'entraîneur
- 2014 : Quatre minutes - MES de Jean-Luc Revol (Théâtre de la Bruyère) -
- 2004 : On achève bien les chevaux - MES de Robert Hossein (Palais des Congrès) - Jim
- 2003 : Hedda Gabler - MES de Roman Polanski (Théâtre Marigny) - Eilert Lovberg
- 2000 : L'aiglon - MES de Marion Bierry (Théâtre Trianon) - L’attaché français, le baron d’Obenaus
- 1996 : Les heures blêmes - MES de Jean-Luc Revol (Au Dix-Huit Théâtre) -
- 1995 : Golden Joe - MES de Gérard Vergez (Tournée) - Rosen
- 1991 : Le désordre - MES de Maurice Coussonneau (Festival d'Avignon) -
- 1991 : Les jardins de France - MES de Jean-Luc Paliès (Tournée) -
- 1989 : Jock - MES de Marcel Maréchal (Théâtre 13) -
- 1987 : L'ange de l'information - MES de Jacques Baillon (Odéon-Théâtre de l'Europe) - Vasco
- 1987 : Brummell à Caen  de Bernard Da Costa MES de Paul-Emile Deiber (Théâtre de l'Ouest parisien) -
- 1987 : Conférence au sommet - MES de Serge Moati (Théâtre Montparnasse) - Le soldat